# Phil Jackson
Philip Douglas "Phil" Jackson (Deer Lodge, Montana, Estats Units, 17 de setembre de 1945) és un entrenador i exjugador de la National Basketball Association (NBA). Va entrenar els equips de Chicago Bulls i Los Angeles Lakers. Com a jugador, Phil Jackson aconseguí dos campionats de l'NBA, i, com a entrenador, té el rècord absolut amb 11 títols; supera l'anterior marca històrica de nou campionats de Red Auerbach (aconseguits amb els Boston Celtics).

## Família i formació acadèmica
Jackson va créixer en una família pentecostal estricta, tant el seu pare com la seva mare eren ministres. La major part de la infantesa la va passar a Montana. Després, la família es va traslladar a Willinston, Dakota del Nord, on Phil va assistir a l'escola superior i va destacar en diversos esports. Més endavant, Jackson va accedir a jugar a bàsquet amb l'entrenador Bill Fitch de la North Dakota Fighting Sioux.

## Carrera com a jugador de l'NBA: New York Knicks
El 1967, Jackson va ser provat per l'equip dels New York Knicks i va poder comprovar que les habilitats que el feien un jugador destacat a la universitat no eren tan útils a l'NBA. Era un atleta versàtil, amb braços inusualment llargs, però era limitat com a tirador i no tenia una gran velocitat. Jackson va compensar les seves limitacions físiques amb una intel·ligència destacable i un treball extremament dur, especialment en la defensa, i finalment es va establir com a favorit pels fans i un dels líders substituts de l'NBA. Era un reserva amb molts minuts als Knicks, que van guanyar el campionat de l'NBA el 1973 (Jackson no va poder formar part de la temporada del campionat dels Knicks el 1970 com a conseqüència d'una cirurgia espinal). Poc després del segon títol, molts jugadors clau de l'equip campió es van retirar i van forçar Jackson a entrar a l'equip titular, on va exposar les seves limitacions. Jackson es va retirar com a jugador l'any 1980.

## Carrera com a entrenador de l'NBA
Jackson va ser l'entrenador líder de l'equip de l'NBA dels Chicago Bulls, des del 1989 fins al 1998, i de Los Angeles Lakers, des del 1999 fins al 2004 i des del 2005 fins al 2011. Com a entrenador, té un rècord d'11 anells de campionat, sis com a entrenador dels Chicago Bulls i cinc com a entrenador de Los Angeles Lakers. A banda de la millor marca en nombre de campionats com a entrenador, també té la marca de millor percentatge de victòries als play-offs de l'NBA de tots els temps.

### Els Bulls
Finalment, va obtenir una feina a l'NBA el 1987 com a assistent dels Bulls. Va ser en aquells moments quan Jackson va conèixer Tex Winter i es va convertir en un seguidor de l'atac en triangle. El 1989, el van ascendir a entrenador en cap i la resta és història. Durant els nou anys dirigint els Bulls va guanyar sis campionats, i va perdre només el de 1990 (la seva primera temporada), i els de 1994 i 1995 (quan Michael Jordan es va retirar del bàsquet). La temporada de 1995-96 va aconseguir un rècord que només els Golden State Warriors de la temporada 2015-16 han pogut igualar: 72 victòries i només 10 derrotes durant la temporada regular.
Després de l'últim títol dels Bulls durant l'era Jordan, el 1998 Jackson va deixar l'equip amb la idea que no tornaria a dirigir de nou, però després de prendre's un any sabàtic va decidir tornar a l'equip dels Lakers.

### Els Lakers
Jackson va arribar als Lakers. Era un equip format per jugadors amb molt de talent, però els faltava una cosa fonamental, l'esperit d'equip. Tanmateix, Jackson, immediatament, posà solució al problema i aconseguí resultats. El seu primer any a Los Angeles, els Lakers van acabar la Lliga Regular amb un balanç de victòries-derrotes de 67-15 i van guanyar el campionat de l'NBA de l'any 2000, seguit dels títols dels anys 2001 i 2002. Molts observadors van creure que els Lakers estaven molt a prop de convertir-se en una dinastia, però les lesions d'alguns jugadors i la tensió entre els estel·lars Kobe Bryant i Shaquille O'Neal van desestabilitzar l'equip, raó per la qual van ser vençuts als play-offs del 2003 pels San Antonio Spurs
Després de la temporada 2003-04, Karl Malone i Gary Payton van signar pels Lakers. Tot feia pensar que l'equip finalitzaria amb la millor marca de tota la història de l'NBA, però des del primer dia al camp d'entrenament, els Lakers estaven envoltats de distraccions. L'acusació de Bryant per violació, el conflicte públic entre Bryant i O'Neal, i repetides disputes entre Jackson i Bryant van afectar l'equip tota la temporada. Tot i això, els Lakers van arribar fins a les finals de l'NBA, i fins i tot es van convertir en l'equip favorit. Finalment, però, van ser els Detroit Pistons els que van acabar guanyant les finals amb un resultat global de quatre victòries a una.
El 18 de juny del 2004, tres dies després de patir la primera derrota en unes sèries finals de l'NBA, els Lakers van anunciar que Jackson deixava la seva posició com a entrenador en cap. Aquell any, Jackson va llançar The last Season, un llibre que mostra el seu punt de vista sobre les tensions que van envoltar l'equip dels Lakers de la temporada 2003-04.
Sense Jackson ni O'Neal, els Lakers van lluitar fort i van acabar amb una ratxa de 34-48 als play-offs del 2004-05. El successor de Jackson, Rudy Tomjanovic, va dimitir a mitjan temporada. Hi va haver moltes especulacions que deien que els Lakers portarien Jackson de nou. El 15 de juny del 2005, els Lakers van tornar a contractar Phil Jackson.

## Rècords com a entrenador
| Equip | Any     | Temporada regular | Temporada regular | Temporada regular | Temporada regular | Play-offs                 |
| Equip | Any     | J                 | V                 | D                 | Pos. final        | Resultat                  |
| ----- | ------- | ----------------- | ----------------- | ----------------- | ----------------- | ------------------------- |
| CHI   | 1989-90 | 82                | 55                | 27                | 2n. Central       | Derrota final conferència |
| CHI   | 1990-91 | 82                | 61                | 21                | 1r. Central       | Victòria Campionat NBA    |
| CHI   | 1991-92 | 82                | 67                | 15                | 1r. Central       | Victòria Campionat NBA    |
| CHI   | 1992-93 | 82                | 57                | 25                | 1r. Central       | Victòria Campionat NBA    |
| CHI   | 1993-94 | 82                | 55                | 27                | 2n. Central       | Derrota en segona ronda   |
| CHI   | 1994-95 | 82                | 47                | 35                | 3r. Central       | Derrota en segona ronda   |
| CHI   | 1995-96 | 82                | 72                | 10                | 1r. Central       | Victòria Campionat NBA    |
| CHI   | 1996-97 | 82                | 69                | 13                | 1r. Central       | Victòria Campionat NBA    |
| CHI   | 1997-98 | 82                | 62                | 20                | 1r. Central       | Victòria Campionat NBA    |
| LAL   | 1999-00 | 82                | 67                | 15                | 1r. Pacific       | Victòria Campionat NBA    |
| LAL   | 2000-01 | 82                | 56                | 26                | 1r. Pacífic       | Victòria Campionat NBA    |
| LAL   | 2001-02 | 82                | 58                | 24                | 2n. Pacífic       | Victòria Campionat NBA    |
| LAL   | 2002-03 | 82                | 50                | 32                | 2n. Pacífic       | Derrota en segona ronda   |
| LAL   | 2003-04 | 82                | 56                | 26                | 1r. Pacífic       | Derrota en les finals     |
| LAL   | 2005-06 | 82                | 45                | 37                | 3r. Pacífic       | Derrota en primera ronda  |
| LAL   | 2006-07 | 82                | 42                | 40                | 2n. Pacífic       | Derrota en primera ronda  |
| LAL   | 2007-08 | 82                | 57                | 25                | 1r. Pacífic       | Derrota en les finals     |
| LAL   | 2008-09 | 82                | 65                | 17                | 1r. Pacífic       | Victòria Campionat NBA    |
| LAL   | 2009-10 | 82                | 57                | 25                | 1r. Pacífic       | Victòria Campionat NBA    |

## Llibres escrits per Phil Jackson
- Maverick: More Than a Game (1975) (with Charles Rosen) ISBN 0-87223-439-8.
- Sacred Hoops: Spiritual Lessons of a Hardwood Warrior (1995) (amb Hugh Delehanty) ISBN 0-7868-6206-8, ISBN 0-7868-8200-X.
- More than a Game (2001) (amb Charley Rosen—capítols alterns entre els dos autors) ISBN 1-58322-060-7, ISBN 0-7434-4411-6.
- The Last Season: A Team In Search of Its Soul (2004) (amb Michael Arkush) ISBN 1-59420-035-1, ISBN 0-14-303587-8.
- 11 Rings: The Soul Of Success (2013) (with Hugh Delehanty).